# ماری نزال البطاینه
ماری نَزّال-البطاینه وکیل مدافع، فعال حقوق اجتماعی، بنیانگذار شرکت هتلهای مشهور است. مریم به عنوان یکی از زنان عرب قدرتمندترین فوربس انتخاب شده‌است. مریم به عنوان تنها اردنی رهبر جوان انجمن اقتصاد جهانی در ۲۰۱۳ انتخاب شد. رهبران جوان جهانی براساس تعهد خود از زمان و استعداد خود برای ایجاد جایگاه بهتر دنیا انتخاب شده‌اند.

## فعالیت‌ها
مریم بنیانگذار هتلهای لندمارک است که صاحب و مدیریت املاک عظیم است. آخرین اقدامات هتل مریم شامل ایجاد یک روز کاری روزانه برای کودکان کارکنان لندمارک می‌شود. مریم از ایجاد کسب و کارهای خانوادگی و دوستانه به عنوان راهی برای حمایت از والدین در نقش‌های متعدد خود دفاع می‌کند. مریم در این زمینه در دانشگاه هاروارد سخنرانی کرده‌است.
او بیش از ۲۰ سال است که در اروپا و آمریکا فعال حقوق سیاسی فلسطین بوده و یکی از اعضای بنیانگذار جنبش تحریم‌ها بوده‌است. وی رئیس صندوق حمایت حقوقی فلسطین بود که خواستار حمایت از اقدام قانونی جهت نگه داشتن اسرائیل برای جنایات علیه مردم فلسطین است.
مریم مدرک کارشناسی در علوم سیاسی از کالج بارنارد، دانشگاه کلمبیا و مدرک کارشناسی ارشد SOAS، دانشگاه لندن، کالج قانون لندن و دانشکده حقوق دادگاه لندن را تکمیل کرد. مریم در چند شورا از جمله الشباک، شبکه سیاست‌های فلسطین و کمیسیون سلطنتی فیلم اردن خدمت می‌کند. او همچنین عضو سازمان‌های رئیس‌جمهور جوانان (YPO) و انجمن بین‌المللی زنان (IWF) است.
او دارای سه فرزند می‌باشد.